# Bob Acri
Robert Acri, detto Bob (Chicago, 1º ottobre 1918 – Evanston, 25 luglio 2013), è stato un pianista statunitense.

## Biografia
Di origini italiane, esordì alla giovane età di 17 anni come pianista dell'orchestra della rete radiotelevisiva NBC, considerato, a quel tempo, come uno dei lavori più prestigiosi a Chicago. All'età 20 anni iniziò a suonare con artisti di fama nazionale come Dave Garroway, Mike Douglas, Nat King Cole e Lester Young. Successivamente diventò un membro dell'orchestra di Woody Herman, espandendo il suo successo attraverso la composizione di numerosi brani di moltissime star internazionali tra cui Ella Fitzgerald, Barbra Streisand e Lena Horne. In seguito, ha composto ed orchestrato brani utilizzando anche una vasta gamma di strumenti, oltre il pianoforte. Inoltre, è stato finalista della Chicago Symphony Orchestra Classical Music Competition, concorso di musica classica che si svolge annualmente nella città omonima.
Nel 2004 Bob Acri collabora con alcuni jazzisti al fine di realizzare un album, denominato Bob Acri contenente tutte le composizioni strumentali del pianista. In questo album è presente anche il singolo Sleep Away utilizzato sul sistema operativo Windows 7 come uno dei brani predefiniti di Windows Media Player.
Bob Acri muore all'Evanston Hospital di Evanston il 25 luglio 2013 all'età di 94 anni.

## Discografia
- 2001 - Timeless – The Music of Bob Acri
- 2004 - Bob Acri (con George Mraz, Lew Soloff, Ed Thigpen e Frank Wess)